# European Community Championship 1997 - Qualificazioni doppio
Le qualificazioni del doppio  dell'European Community Championship 1997 sono state un torneo di tennis preliminare per accedere alla fase finale della manifestazione. I vincitori dell'ultimo turno sono entrati di diritto nel tabellone principale. In caso di ritiro di uno o più giocatori aventi diritto a questi sono subentrati i lucky loser, ossia i giocatori che hanno perso nell'ultimo turno ma che avevano una classifica più alta rispetto agli altri partecipanti che avevano comunque perso nel turno finale.
Le qualificazioni del doppio del torneo European Community Championship 1997 prevedevano 4 coppie partecipanti di cui una è entrata nel tabellone principale.

## Teste di serie
1. John-Laffnie de Jager /  Mark Keil (Qualificati)

1. Wim Neefs /  Dick Norman (ultimo turno)

## Qualificati
1. John-Laffnie de Jager  /   Mark Keil

## Tabellone

### Legenda
| - Q = Qualificato - WC = Wild card - LL = Lucky loser | - ALT = Alternate - SE = Special Exempt - PR = Protected Ranking | - w/o = Walkover - r = Ritirato - d = Squalificato |

|  | Primo turno | Primo turno                        | Primo turno                        | Primo turno | Primo turno |  |  | Ultimo turno | Ultimo turno                    | Ultimo turno                    | Ultimo turno | Ultimo turno |  |
|  |             |                                    |                                    |             |             |  |  |              |                                 |                                 |              |              |  |
|  | 1           | John-Laffnie de Jager Mark Keil    | John-Laffnie de Jager Mark Keil    | 6           | 6           |  |  |              |                                 |                                 |              |              |  |
|  |             | Gregory Bauwens Levi De Waegenaere | Gregory Bauwens Levi De Waegenaere | 1           | 1           |  |  | 1            | John-Laffnie de Jager Mark Keil | John-Laffnie de Jager Mark Keil | 6            | 7            |  |
|  | 2           | Wim Neefs Dick Norman              | 6                                  | 3           | 6           |  |  | 2            | Wim Neefs Dick Norman           | Wim Neefs Dick Norman           | 1            | 5            |  |
|  |             | Tom Van Beek Ronny Van Langendonck | 4                                  | 6           | 3           |  |  |              |                                 |                                 |              |              |  |